# СПК-12Г
СПК-12Г — специальная бронемашина, советский самоходный стреловой поворотный кран, созданный на базе танка Т-54 в конструкторском бюро (КБ) Завода № 183.

## История создания
СПК-12Г разрабатывался на базе основного среднего танка Т-54. В период с 1965 по 1966 годы на Львовском ремонтном заводе были изготовлены два опытных образца машины, а 21 сентября 1967 года кран СПК-12Г был принят на вооружение Советской Армии.

## Описание конструкции
Конструкция СПК-12Г представляет собой установленную на шасси среднего танка Т-54 специальную крановую платформу. Платформа сварная и имеет возможность поворота в горизонтальной плоскости. На платформе установлена лебёдка, электрооборудование и стрела телескопического типа.
Максимальный вылет стрелы составлял до 6,5 метров, а грузоподъёмность — до 12 тонн. Для подъёма и опускания груза, на кране были установлены специальные гидроцилиндры. Время развёртывания крана составляло от 5 до 7 минут.

### Средства наблюдения и связи
Внешняя связь обеспечивается радиостанцией Р-113, для внутренней связи экипажа имеется танковое переговорное устройство Р-120.

### Двигатель и трансмиссия
В качестве силовой установки в СПК-12Г установлен двигатель В-54Б, мощностью 520 л.с.

### Ходовая часть
В целом ходовая часть СПК-12Г аналогична базовой машине, однако для обеспечения устойчивого положения машины при работе крана, подвески передних и задних катков имеют механизмы блокировки.